# ستوكتون راش
ريتشارد ستوكتون راش الثالث (31 مارس 1962-18 يونيو 2023) هو رجل أعمال أمريكي، وأحد مؤسسي شركة أوشان غيت والرئيس التنفيذي لها. في يونيو 2023، توفي مع أربعة آخرين على متن الغواصة تيتان في أثناء زيارته لحطام تيتانيك في شمال المحيط الأطلسي.

## الحياة الشخصية
متزوج من ويندي ويل راش، حفيدة حفيدة إيزيدور وإيدا ستراوس، اللذان توفيا معًا في كارثة غرق تيتانيك. وله ولدان.

## روابط خارجية
- ستوكتون راش على موقع IMDb (الإنجليزية)
- ستوكتون راش على موقع قاعدة بيانات الفيلم (الإنجليزية)